# Homalothecium sericeum
Homalothecium sericeum là một loài Rêu trong họ Brachytheciaceae. Loài này được (Hedw.) Schimp. mô tả khoa học đầu tiên năm 1851.

## Hình ảnh

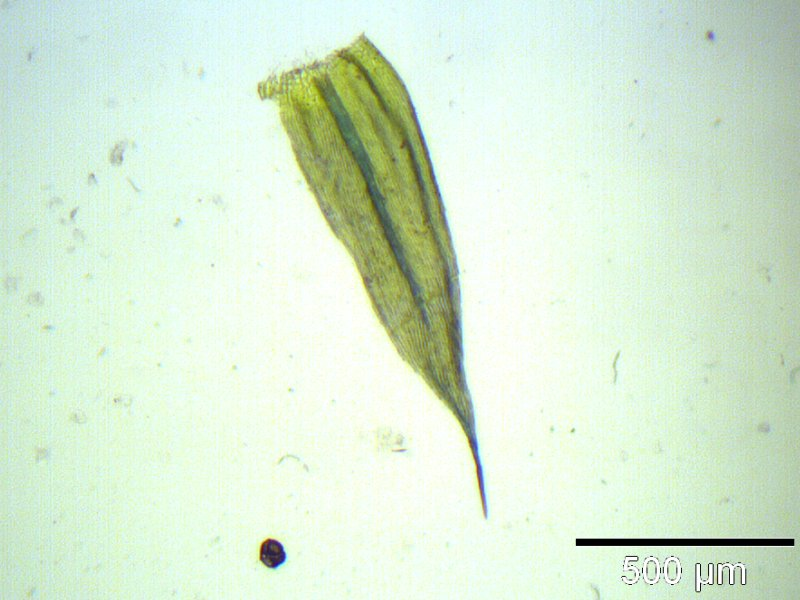
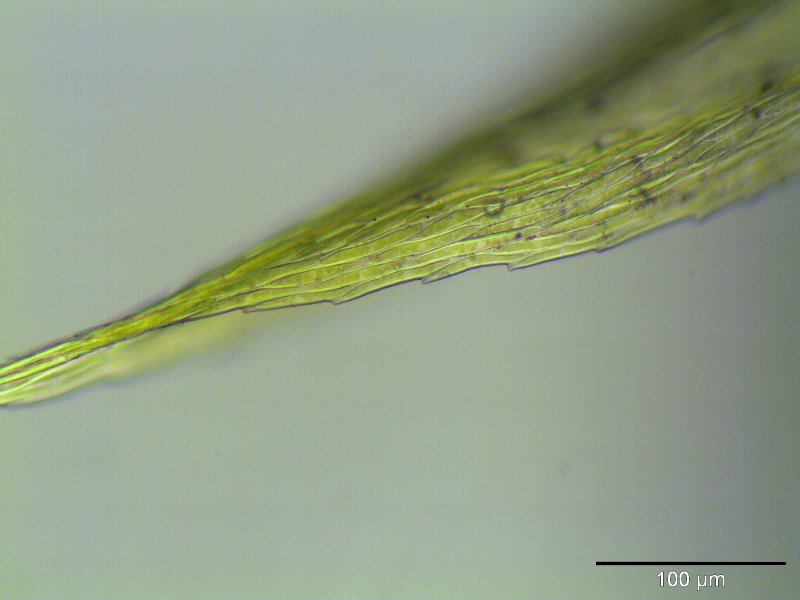
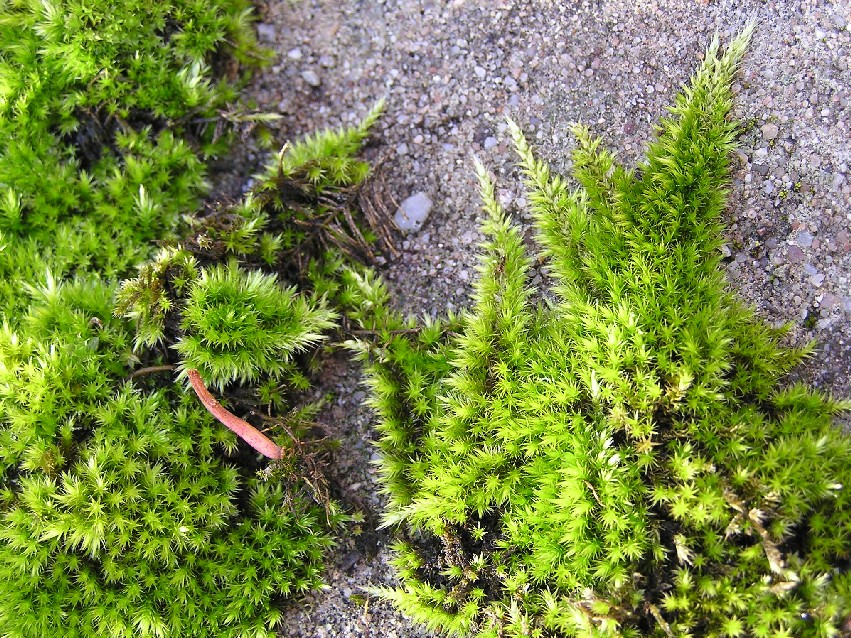
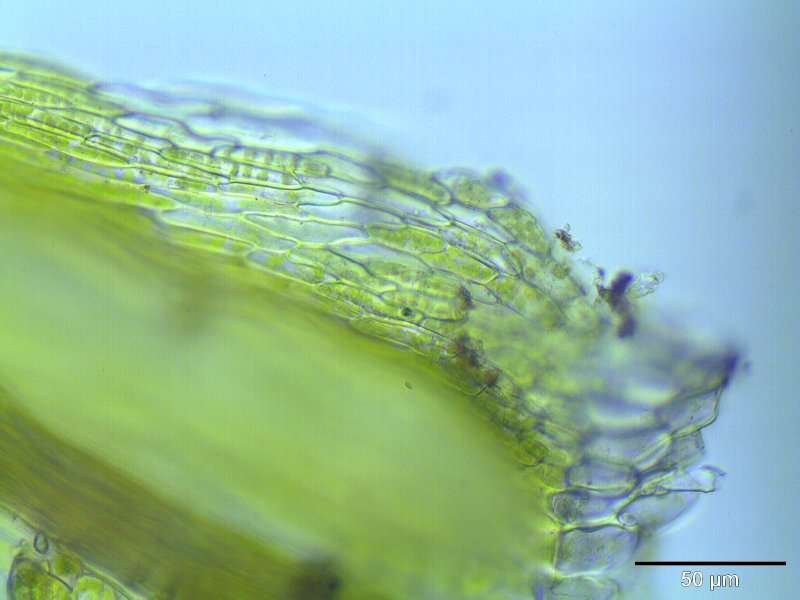